# Steinhuhn

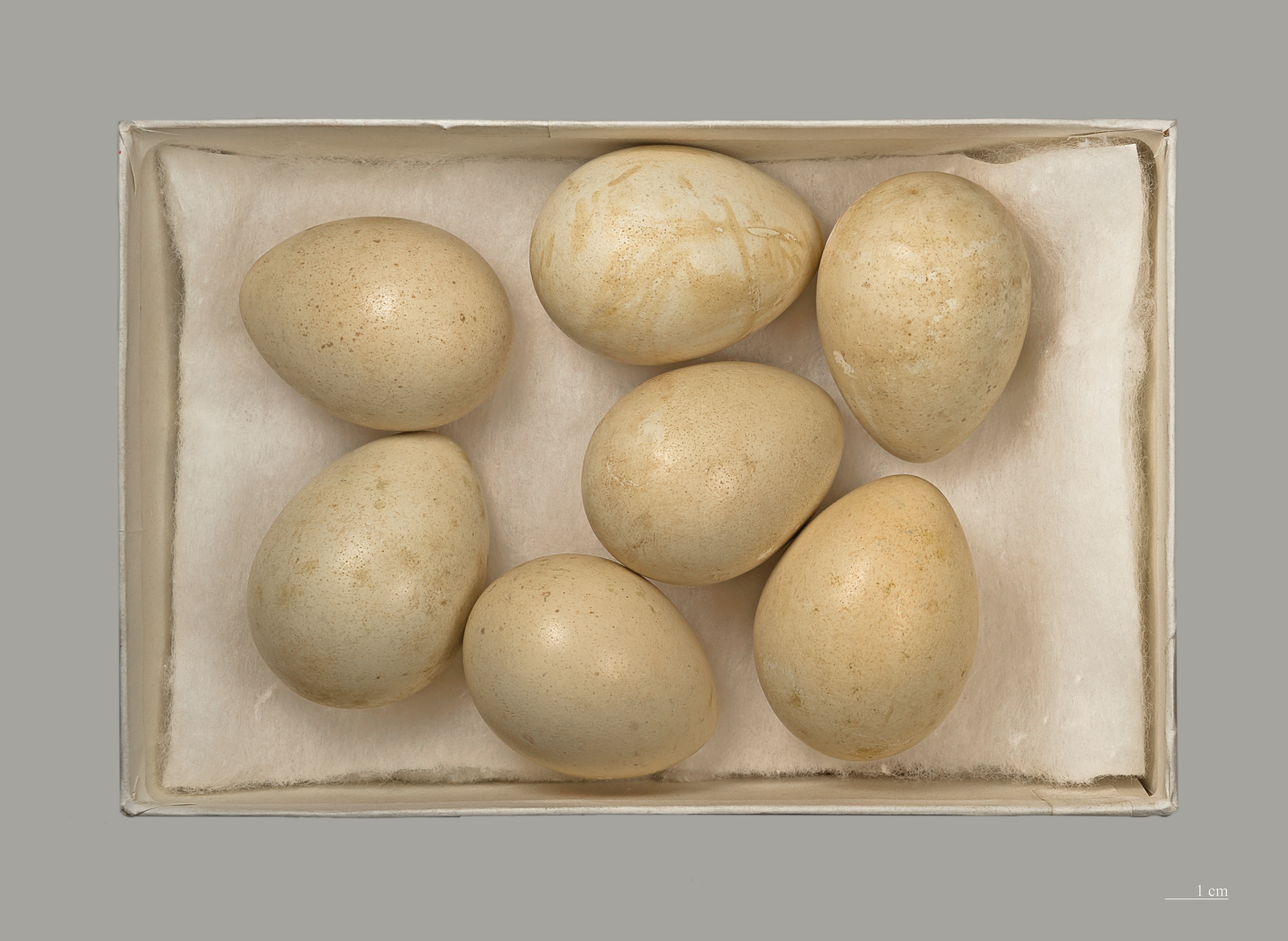
Eier vom Steinhuhn. Sammlung von Wolfgang Makatsch.

Das Steinhuhn (Alectoris graeca) ist eine Vogelart aus der Familie der Fasanenartigen (Phasianidae), die zur Ordnung der Hühnervögel (Galliformes) gehört. Es ist ein scheuer Bodenvogel, der geschickt und ausdauernd läuft und das gesamte Jahr über an steinigen, grasbewachsenen sonnigen Berghängen zu beobachten ist (meidet Nordlagen). Während des Winterhalbjahrs hält er sich in tieferen Lagen auf.

## Beschreibung
Das Steinhuhn ist zwischen 32 und 37 cm lang mit einer Flügelspannweite von 46 bis 53 cm. Das Gewicht der Männchen liegt zwischen 550 und 850 g, das der Weibchen zwischen 410 und 720 g.
Das Gefieder ist an Oberseite, Hals und Brust blaugrau. Die Partie an Wangen und Kehle ist weiß und mit einem schwarzen Kehl- und Stirnband eingefasst.  Die Federn der Flanken sind gelbrotbraun und schwarz gebändert, die Unterseite ist rostgelb, die Schwingen schwärzlichbraun mit gelblichweißen Schäften und rostgelblich gesäumt, die äußeren Steuerfedern rostrot; das Auge ist rotbraun, der Schnabel rot, der Fuß blassrot. Die Art weist damit sehr große Ähnlichkeit zum Chukarhuhn und zum Rothuhn auf. Vom Rothuhn unterscheidet sie sich durch die schwarze Begrenzung des weißen Kehlflecks. Dieser ist beim Steinhuhn klar abgesetzt. Beim Chukarhuhn ist der Kehlfleck anders als beim Steinhuhn nicht weiß, sondern rahmfarben.
Aufgescheuchte Steinhühner fliegen in der Regel mit burrendem Fluggeräusch hangabwärts. Sie rufen dabei ein schrilles und gereihtes pitschi, dem sich ein witu anschließt. Das Steinhuhnmännchen trägt während der Balzzeit lange Strophen vor, die von einem beginnenden tsik oder zük in ein tri-wet ... tri-wet übergehen. Bei sehr erregten Vögeln erklingen sie kombiniert mit einer Serie schriller Krählaute. Der Ruf klingt dann wie ka kriwä ka wet wet.

## Verbreitungsgebiet und Lebensweise
Das Steinhuhn lebt gegenwärtig in den Alpen, Italien, der Türkei, Griechenland und Vorderasien. Im Bereich der Alpen kommt es auch in Deutschland vor. Nach einem Brutnachweis aus den Allgäuer Alpen im Jahr 1979 und einer Brutzeitbeobachtung dort 1984 dauerte es bis zum Jahr 2002, als im Werdenfelser Land wieder ein Steinhuhn in Bayern beobachtet werden konnte. In den folgenden Jahren wurden in den Bayerischen Alpen regelmäßig Brutzeitbeobachtungen gemacht, so dass von regelmäßig besetzten Revieren ausgegangen wird.
In der Schweiz gibt es Brutnachweise von den Walliser- über die Berner-, Innerschweizer, Zentral- und Bündner Alpen, mit einer Population in den Schwyzer Voralpen. Im Alpstein scheinen Steinhühner zu fehlen.
Eine Varietät lebt in ganz Nordasien. Es bewohnt sonnige, etwas begraste Schutthalden zwischen Holz- und Schneegrenze, im Süden auch die Ebene aus felsigem Boden. Das Steinhuhn zeichnet sich durch Behändigkeit, Klugheit und Kampflust aus, läuft und klettert sehr gut, fliegt leicht und schnell, baumt nur im Notfall, nährt sich von allerlei Pflanzenstoffen und kleinen Tieren und frisst auch die Spitzen von jungem Getreide. Mit diesem Verhalten gleicht es weitgehend dem Chukarhuhn, die Arten unterscheiden sich jedoch in ihrem Ruf, der beim Steinhuhn eher wie Kakabi, kakabit, kakabe erklingt.
Im Winter lebt das Steinhuhn in größeren Gesellschaften, im Frühjahr isolieren sich die Paare, und das Weibchen legt im Juni oder Juli in einer Mulde unter Gesträuch oder überhängendem Fels 12 bis 15 gelblichweiße, braun gestrichelte Eier, die es in 26 Tagen ausbrütet.

## Unterarten
Innerhalb des Verbreitungsgebietes des Steinhuhns werden drei Unterarten beschrieben:
- A. g. saxatilis, das in den Alpen und dem Hochapennin sowie bis nach Slowenien verbreitet ist. Diese Unterart wird auch als Alpensteinhuhn bezeichnet.
- A. g. whitakeri, das auf Sizilien vorkommt
- A. g. graeca ist die Nominatform und kommt auf dem Balkan vor

Früher wurden Steinhuhn und Chukarhuhn als eine Art beschrieben. Mittlerweile hat es sich jedoch durchgesetzt, dass beide Formen selbständige Arten sind. Ausschlaggebend dafür war vor allem das sehr unterschiedliche Stimmrepertoire der beiden Arten.

## Das Steinhuhn als Jagdwild, Nutz- und Haustier
Das Steinhuhn ist sehr leicht zähmbar und seinem Halter und Standort treu, weswegen es in Indien, China, Afghanistan, der Türkei und anderen südlichen Ländern zum Teil zum Haustier geworden ist. Die Tiere werden auch wegen der Eier und des Fleischs gezüchtet, auf die Weide getrieben, laufen frei in Haus und Garten umher und werden auch zu Kampfspielen benutzt. Man hält sie wegen ihres angenehmen Gesangs in sehr engen, kegelförmigen Käfigen. In Griechenland und der Türkei glaubt man, dass sie einen Schutz gegen Zauberei bieten.

## Belege